# 安柏·赫德
安柏·蘿拉·赫德（英語：Amber Laura Heard，1986年4月22日—），或譯賀德，美国演員。2008年在出演電影《菠蘿快遞》後首次獲觀眾認可。2017年，赫德加入DC擴展宇宙，出演了《水行俠》和《正義聯盟》中的湄拉。自2018年起，她是巴黎歐萊雅品牌的全球代言人。

## 早年生活
赫德生長於德州奧斯汀。她的父親大衛·克林顿·赫德（David Clinton Heard）任職於承包商，母親帕特丽夏·佩基（Patricia Paige）則是美國的網路研究員。她原就讀於聖米迦勒天主教高中，十一年級時輟學，全心投入好萊塢的演藝事業。赫德在青少年時期就十分活躍於學校的戲劇部門，常在當地的廣告和活動露面。16歲時，她的密友遭逢車禍身亡，同時受到艾茵·蘭德作品及當時男朋友的影響，原本信奉天主教的赫德遂轉為無神論者。

## 個人生活
2010年，赫德公開其雙性戀的身分，與女友塔西娅·范里（Tasya van Ree）一同出席同性戀者反詆毀聯盟（GLAAD）25週年紀念日，正式向大眾出櫃。
赫德在2012年起與拍攝《醉後型男日記》的同劇演員強尼·戴普開始約會，兩人已於2013年平安夜訂婚。2015年舉行私人儀式正式結婚。2016年5月23日赫德提出离婚。2016年8月16日双方达成了协议。
2021年4月8日，赫德的女兒翁納·佩姬·赫德（Oonagh Paige Heard）出生（藉由代理孕母）。
2019年初，戴普對赫德提告誹謗，因為《華盛頓郵報》於2018年12月發表了一篇由赫德親自撰寫的關於她自2016年起被戴普家暴、成為家暴受害者經歷的文章。戴普則聲稱赫德才是施虐者，她的指控是一場騙局。2020年8月，赫德反訴戴普，聲稱他通過Twitter舉辦一場騷擾活動，並「通過」策劃請願活動，試圖讓她被《水行俠》劇組解僱。
戴普于2019年初在美国弗吉尼亚州提起告訴，指控赫德诽谤，並直言赫德才是施虐者，還曾經傷害他，使其手指頭頂端被切斷，2022年4月11日，弗吉尼亞州費爾法克斯郡巡迴法院開始審理戴普控訴赫德一案。，6月，七人陪審團一致通過，認為戴普提出的訴訟案全部成立，赫德必須給予戴普美金1000萬元的補償性賠償及500萬元的懲罰性賠償，總計1500萬美元，但因維吉尼亞州法定的懲罰性賠償上限為35萬美元，因此法官裁定，赫德最後僅須支付戴普美金1035萬元；而安柏的反訴案僅有一項成立，判處德普給予她補償性賠償200萬美元，但不須做任何懲罰性賠償，訴訟期間安柏與戴普給外界的形象為之大反轉。

## 演出作品

### 電影

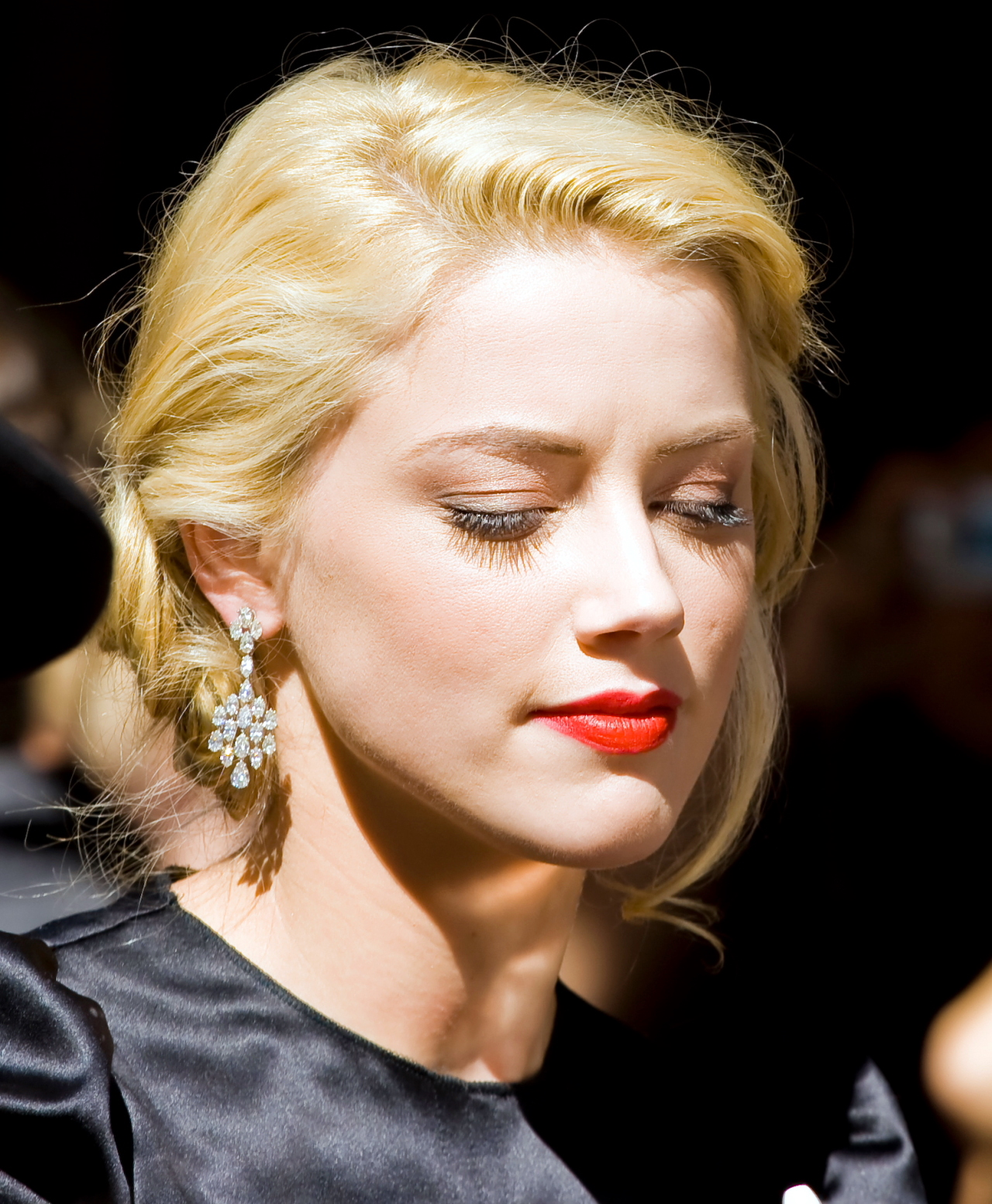
赫德在2009年多倫多國際電影節

| 公開年 | 電影                  | 角色              | 備註     |
| ------ | --------------------- | ----------------- | -------- |
| 2004年 | 勝利之光              | 瑪麗亞            |          |
| 2005年 | Side FX               | Shay              |          |
| 2005年 | Drop Dead Sexy        | 糖果              |          |
| 2005年 | 對抗性侵犯            | 年輕的裘絲·艾米斯 |          |
| 2006年 | Price To Pay          | 崔西              |          |
| 2006年 | The Prince            | 賽雷娜            | 電視電影 |
| 2006年 | 布魯斯威利之終極黑幫  | 阿爾瑪            |          |
| 2006年 | 愛妳給他死            | 曼蒂              |          |
| 2007年 | Spin                  | 琥珀              |          |
| 2007年 | Day 73 With Sarah     | 瑪麗              | 短片     |
| 2007年 | Remember the Daze     | 朱莉亞            |          |
| 2008年 | 永不退縮              | 巴哈·米勒         |          |
| 2008年 | 菠蘿快遞              | 安吉·安德森       |          |
| 2008年 | 性、謀殺、鬼魅城      | 克里斯蒂          |          |
| 2009年 | Ex Terminators        | 妮基              |          |
| 2009年 | 搶錢家族              | 珍瓊斯            |          |
| 2009年 | 屍樂園                | 406號             |          |
| 2009年 | 冷血繼父              | 凯莉波特          |          |
| 2010年 | 黑夜來臨              | 斯蒂芬妮          |          |
| 2010年 | The River Why         | 艾迪              |          |
| 2010年 | 鬼病房                | 克里斯汀          |          |
| 2011年 | 怒火狂飆              | 派珀              |          |
| 2011年 | 醉後型男日記          | 雪諾              |          |
| 2012年 | Syrup                 | 6                 |          |
| 2013年 | 決勝機密              | 艾瑪·詹寧斯       |          |
| 2014年 | 特務殺很大            | 薇薇              |          |
| 2015年 | 舞力麥克：尺度極限XXL | 柔伊              |          |
| 2015年 | 阿德拉爾日記          | 歐拉              |          |
| 2017年 | 正義聯盟              | 湄拉              |          |
| 2018年 | 水行俠                | 湄拉              |          |
| 2018年 | 倫敦戰場              | Nikolas Six       |          |
| 2021年 | 查克·史奈德之正義聯盟 | 湄拉              |          |
| 2023年 | 水行俠 失落王國       | 湄拉              |          |

### 電視
- Jack & Bobby （2004）
- The Mountain （2004）
- 橘郡风云 The O.C. （2005）
- 犯罪心理 Criminal Minds （2006）
- Hidden Palms （2007）
- Californication （2007）
- The Playboy Club （2011）

## 雜誌排名
| 年   | Countdown Name                     | 排名 |
| ---- | ---------------------------------- | ---- |
| 2008 | 男人装's 100 Sexiest Women of 2008 | #90  |
| 2008 | Maxim's Hot 100 Women 2008         | #21  |
| 2009 | 男人装's 100 Sexiest Women of 2009 | #31  |
| 2009 | Maxim's Hot 100 Women 2009         | #56  |
| 2010 | 男人装's 100 Sexiest Women of 2010 | #25  |
| 2010 | Maxim's Hot 100 Women 2010         | #13  |
| 2011 | 男人装's 100 Sexiest Women of 2011 | #34  |
| 2012 | Maxim's Hot 100 Women 2012         | #53  |

## 獎項與提名
| 年   | 獎項               | 類別                    | 提名             | 結果 |
| ---- | ------------------ | ----------------------- | ---------------- | ---- |
| 2008 | 好萊塢青年獎       | 年度突破獎              | 她自己           | 獲獎 |
| 2009 | 底特律影評人協會   | 最佳合奏                | 《屍樂園》       | 提名 |
| 2010 | 尖叫獎             | 最佳合奏                | 《屍樂園》       | 獲獎 |
| 2010 | 達拉斯國際電影節   | 達拉斯之星獎            | 她自己           | 獲獎 |
| 2011 | 好萊塢電影節       | 聚光燈獎                | 《醉後型男日記》 | 獲獎 |
| 2014 | 德克薩斯電影名人堂 | 應徵者                  | 她自己           | 獲獎 |
| 2019 | 第39屆金酸莓獎     | 最差女主角              | 《倫敦戰場》     | 提名 |
| 2019 | 2019年MTV影視大獎  | 最佳之吻                | 《水行俠》       | 提名 |
| 2019 | 第45屆土星獎       | 最佳女配角              | 《水行俠》       | 提名 |
| 2019 | 2019年青少年選擇獎 | 最佳科幻/奇幻電影女演員 | 《水行俠》       | 提名 |

## 外部連結
- 安柏·赫德在互联网电影资料库（IMDb）上的資料（英文）
- TCM电影资料库上安柏·赫德的资料（英文）
- 在AllMovie上安柏·赫德的頁面（英文）
- 安柏·赫德的X（前Twitter）